# فلفيتشيا

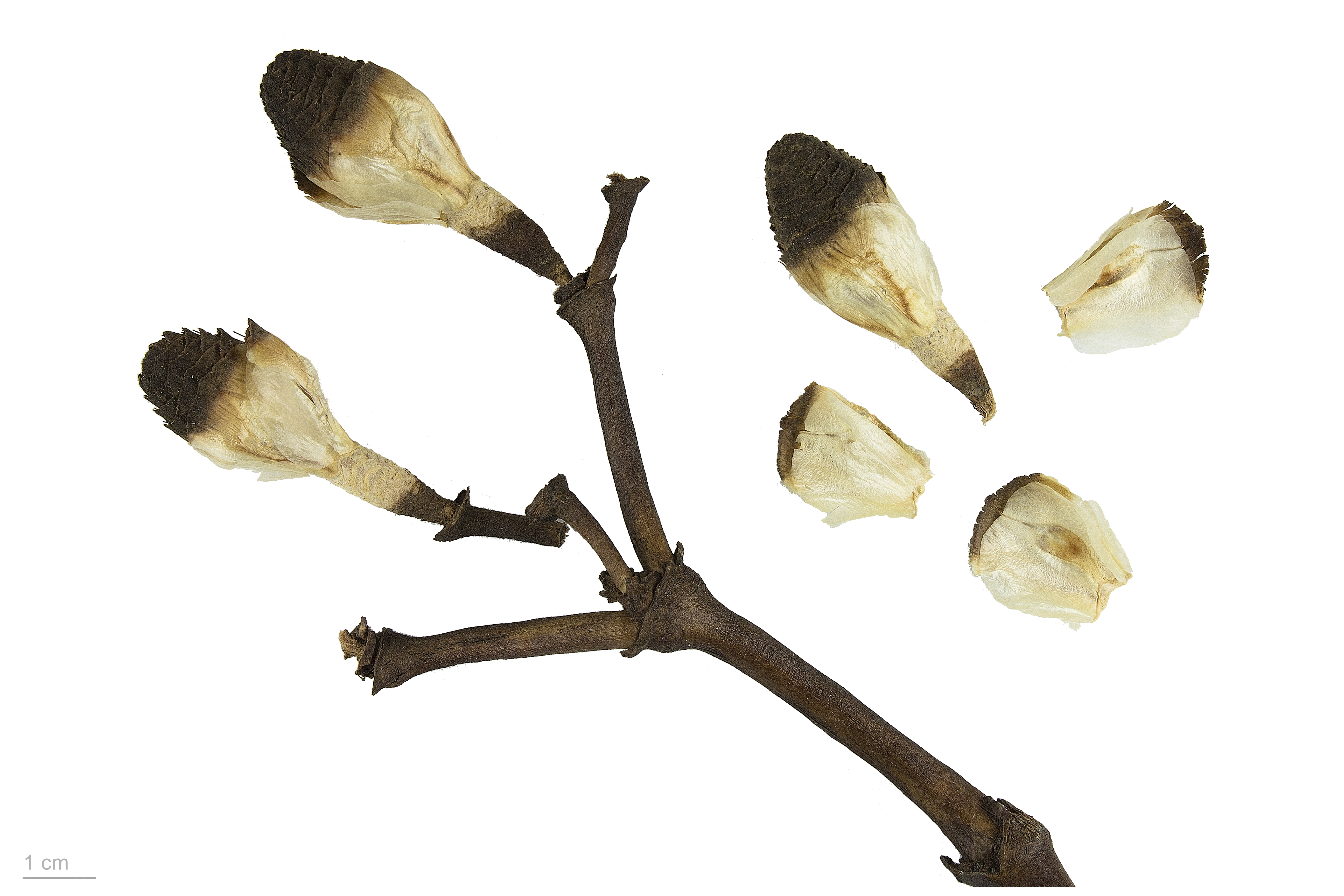
Welwitschia mirabilis

الفلفيتشية (الاسم العلمي:Welwitschia) هو جنس نباتي يتبع فصيلة الفلفيتشية من رتبة الفلفيتشيات. ويضم هذا الجنس نوع نباتي واحد هو الفليفيتشيا الرائعة (الاسم العلمي: Welwitschia mirabilis)، وتعد واحدة من النباتات الغريبة جداً وتوجد في صحاري جنوب غرب أفريقيا (ناميبيا وأنغولا). وهذا النبات بطيء النمو جداً ويعيش ما بين 400 و1،500 سنة. تتشكل النبتة من ورقتين وجذر، وتتضخم الورقتان بشكل كبير حتى يصل طولها لمترين وعرضهما لثمانية أمتار.
سميت هذه النبتة باسم عالم النبات النمساوي (فريدريخ فيلفيتش) والذي اكتشفها عام 1859. تعتبر النبتة «مستحاثة» حية بسبب ندرتها وعدم اشتراكها بأي تصنيف أحيائي نباتي مع كائن آخر.